# Macaé
Macaé város Brazíliában, Rio de Janeiro államban. Lakosainak száma 246 391 fő (2022). Macaé Carapebus, Casimiro de Abreu, Conceição de Macabu, Nova Friburgo, Rio das Ostras és Trajano de Morais községekkel határos.

## Népesség
A település népességének változása:
| Lakosok száma | 206 728 | 234 628 | 261 501 | 266 136 | 246 391 |
|               | 2000    | 2015    | 2020    | 2021    | 2022    |